# Johann Christoph Pezel
Johann Christoph Pezel (anche Pezelius, Betzel, Betzeld, Petzold, Petzel o Bässel) (Glatz, 5 dicembre 1639 – Bautzen, 13 ottobre 1694) è stato un compositore, violinista e trombettista tedesco.

## Biografia
Visse a Lipsia dal 1661 al 1681, con un'interruzione nel 1672, quando entrò in un monastero agostiniano a Praga, abbandonandolo poco dopo per convertirsi al protestantesimo. Passò i suoi ultimi anni  a Bautzen, dove (come a Lipsia) aveva l'incarico municipale di Stadtpfeifer e Stadtmusicus. Celebre come violinista e trombettista, pubblicò fra il 1669 e il 1686 un considerevole numero di raccolte, soprattutto di musica strumentale, come la Musica vespertina lipsica (1669), Musicalische Seelenerquickungen (1675), Deliciae musicales, oder Lustmusik (1678), Musica curiosa lipsiaca (1686), etc.; e varie composizioni di musica sacra vocale e trattati teorici. Influenzò l'evoluzione delle forme strumentali e dello stile delle composizioni per orchestra.

## Composizioni
Le sue composizioni possono essere ascritte all'antico stile tedesco, sebbene le melodie risentano spesso di influssi francesi e italiani.
- Musika Vespertina Lipsica, 1669 (Suite per archi)
- Hora decima musicorum Lipsiensium, 1670 (Sonate per fiati o archi)
- Schöne, lustige und anmuthige neue Arien, 1672
- Bicinia variorum instrumentorum, 1675
- Delitiae musicales, 1678
- Fünfstimmige blasende Music, 1685 (Sonate per 3 tromboni e 2 cornetti)
- Opus musicum sonatarum praestantissimarum 6 instrumentis instructum (25 Sonate per archi)